# Mijailo Mijailović

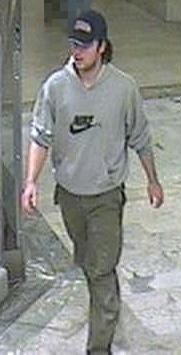
Foto einer Überwachungskamera kurz vor dem Mord

Mijailo Mijailović (serbisch-kyrillisch Мијаило Мијаиловић; * 6. Dezember 1978 in Stockholm) ist ein serbischer Attentäter, der für den Mord an der schwedischen Außenministerin Anna Lindh zu lebenslanger Haft verurteilt wurde.

## Jugend
Mijailo Mijailović wurde 1978 als Sohn serbischer Einwanderer in der schwedischen Hauptstadt Stockholm geboren und besaß von Beginn an sowohl die schwedische als auch die jugoslawische Staatsbürgerschaft.
Seine Eltern waren Ende der 1960er Jahre als Gastarbeiter nach Schweden gekommen.
Im Alter von sechs Jahren wurde er zu den Großeltern nach Jugoslawien geschickt, wo er auch die Schule besuchte. Zu Beginn des Jugoslawienkrieges ging er 1991 mit 13 Jahren zurück nach Schweden und ging dort weiter zur Schule. Er verfügte allerdings aufgrund der vielen Jahre in Jugoslawien nur über mangelnde Schwedischkenntnisse. Den Besuch der Oberschule in Schweden brach er im zweiten Jahr ab. Seine Schulkameraden beschrieben ihn als Einzelgänger und Mijailo selbst sah sich auch als Außenseiter.
Der Großvater Mijailos berichtete auf Nachfrage von einer unproblematischen Kindheit in Jugoslawien, nach der Rückkehr nach Schweden häuften sich in seiner Jugendzeit aber die Probleme an. 1997 wurde er wegen Körperverletzung verurteilt, nachdem er seinen Vater mit einem Küchenmesser angegriffen und schwer verletzt hatte. Bei der Vernehmung stellte sich heraus, dass der Vater Alkoholiker mit Hang zur Gewalttätigkeit war und Frau und Kind misshandelte. Vor Gericht sagte Mijailo aus, er wollte einen Streit seiner Eltern schlichten und könne sich an nichts erinnern. Schließlich wurde er zu einer Bewährungsstrafe verurteilt. Ein psychiatrisches Gutachten in dem Verfahren sprach von einem dringenden Erfordernis psychiatrischer und psychotherapeutischer Behandlung.
In weiteren Fällen wurde er von schwedischen Gerichten 1999 wegen Verstoß gegen das Waffengesetz und im Jahr 2001 wegen der Bedrohung einer Mutter und deren Tochter verurteilt.

## Mord an Anna Lindh
Am 10. September 2003 stach er die schwedische Außenministerin Anna Lindh im Stockholmer Kaufhaus Nordiska Kompaniet nieder, wo sie ohne Begleitung von Leibwächtern einkaufen war. 
Am 11. September starb Anna Lindh an ihren schweren Verletzungen. Der Mord erregte die internationale Öffentlichkeit und führte in Schweden zu einem nationalen Schock und einer Diskussion über das Ende der offenen schwedischen Gesellschaft.
Mijailo Mijailović wurde anhand eines Fotos einer Überwachungskamera aus dem Kaufhaus am 24. September als Tatverdächtiger gefasst und in Untersuchungshaft genommen.

## Prozess
Obwohl bei dem Mordfall davon ausgegangen wurde, dass er keine politischen Hintergründe hatte, meinten einige Beobachter, dass Mijailovic die Sozialdemokratin Lindh für ihre positive Haltung zu den NATO-Angriffen gegen Belgrad im Kosovo-Krieg 1999 hasste.
Am 6. Januar 2004 legte Mijailović ein Geständnis ab. Ein psychiatrisches Gutachten in der Hauptverhandlung bescheinigte ihm keine mildernden Umstände, da er demnach zum Tatzeitpunkt geistig gesund gewesen war. Er selbst hielt an seiner Version fest, er habe Anna Lindh nicht töten wollen, sondern „innere Stimmen“ hätten ihm die Tat befohlen. Am 23. März schließlich wurde er vom Amtsgericht (Tingsrätt) Stockholm zu einer lebenslangen Freiheitsstrafe verurteilt. Dieses Urteil wurde nach Berufung am 8. Juli 2004 von der höheren Instanz (Svea hovrätt) aufgehoben, das eine „erhebliche psychische Störung“ konstatierte. In letzter Instanz (Högsta domstolen) wurde jedoch das Urteil des Amtsgerichts am 2. Dezember 2004 bestätigt.
Mijailović hatte zur Tatzeit neben der schwedischen auch eine serbisch-montenegrinische Staatsbürgerschaft. Im Juni 2004, also neun Monate nach der Tat, stellte er einen Antrag auf Entlassung aus der schwedischen Staatsbürgerschaft. Auf Frage nach den Gründen verweigerte Mijailovićs Anwalt jedoch nähere Auskünfte.
Nach Medienangaben wollte Mijailović damit erreichen seine Strafe in einem Gefängnis im ehemaligen Jugoslawien abzusitzen zu können. Allerdings sah das schwedische Recht damals so etwas gar nicht vor. Da der Entlassung aus der schwedischen Staatsbürgerschaft jedoch rechtlich nichts entgegenstand, wurde diese gewährt.